# 山口雅也
山口雅也（1954年—），日本作家，日本推理作家協會會員。

## 經歷
横須賀市出身，早稻田大學法學部畢業，大學時從事推理小說、音樂及電影的評論。
1987年山口接受JICC出版局邀稿，創作了遊戲書《第13位名偵探》，因此得到東京創元社編輯戶川安宣的賞識，參與「鮎川哲也與十三之謎」的推理小說系列創作，1989年以推理小說《活屍之死》出道。1995年以《日本殺人事件》榮獲第48屆日本推理作家協會賞（短篇及連作短篇集部門）。